# Салим, Сана
Сана Салим — пакистанская журналистка и правозащитница, соучредительница некоммерческой организации по защите свободы слова Bolo Bhi.
Салим была выбрана одной из 100 женщин Би-би-си в 2014 году, также входит в Foreign Policy’s 100 Global Thinker. Как журналистка, пишет для Global Voices, Asian Correspondent, The Guardian, Dawn и для собственного блога, за это получила награду как Best Activist Blogger от CIO & Google на Pakistan Blogger Awards.
Сана родилась в Далласе, закончила бакалавриат в Техасском университете в Остине, а затем получила степень доктора юридических наук в Университете Денвера. У неё три сына.